# مو سنگتراش
مو سنگتراش یک ستاره است که در صورت فلکی سنگتراش قرار دارد.